# بام ستون
بام ستون (بالإنجليزية: Pam Stone)‏ هي مقدمة برامج إذاعية أمريكية، ولدت في 30 سبتمبر 1959.

## وصلات خارجية
- بام ستون على موقع IMDb (الإنجليزية)
- بام ستون على موقع قاعدة بيانات الفيلم (الإنجليزية)